# 宿泊施設関連の文化財一覧
宿泊施設関連の文化財一覧（しゅくはくしせつかんれんのぶんかざいいちらん）は、日本において国や自治体の文化財や近代化遺産などに指定または登録された建築物を有するホテルや旅館などの宿泊施設の一覧である。
※指定区分のうち「重要文化財」は文化財保護法に基づき日本国が指定した重要文化財を指す。

## 営業している宿

### 旅館

#### 東北
- ヤマニ仙遊館 - 青森県南津軽郡大鰐町大字蔵館村岡47
  - 登録有形文化財 - 本館・土蔵
- 樅峰苑 - 秋田県大仙市強首字強首268
  - 登録有形文化財 - 強首樅峰苑（旧小山田家住宅）
- 鶴の湯温泉 - 秋田県仙北市田沢湖
  - 登録有形文化財 - 本陣
- 森長旅館 - 秋田県男鹿市船川港船川栄町82（2006年閉業後に再開に向けて改修[1]）
  - 登録有形文化財 - 本館・離れ・土蔵
- ゆさや - 宮城県大崎市鳴子温泉湯元84
  - 登録有形文化財 - ゆさや旅館本館・土蔵
- ホテルおとわ - 山形県米沢市駅前2-1-40
  - 登録有形文化財 - ホテル音羽屋本館
- 能登屋旅館 - 山形県尾花沢市銀山新畑446
  - 登録有形文化財 - 本館
- 向瀧 - 福島県会津若松市東山町湯本川向200
  - 登録有形文化財 - 客室棟（花月の間、梅の間他）・客室棟（会議室、菊の間他）・はなれ・玄関
- なかむらや旅館 - 福島県福島市飯坂町字湯沢18
  - 登録有形文化財 - 本館・新館
- 和泉屋旅館 - 福島県南会津郡南会津町田島字上町甲4047、4048
  - 登録有形文化財 - 主屋・土蔵
- 源泉亭湯口屋旅館 - 福島県岩瀬郡天栄村大字湯本居平14
  - 登録有形文化財 - 本館
- ぬる湯温泉旅館二階堂 - 福島県福島市桜本温湯11
  - 登録有形文化財 - 古家棟、中座敷棟、帳場棟
- 仙峡閣 - 福島県会津若松市大戸町大字上小塩字遅谷3084-3
  - 登録有形文化財

#### 関東
- 加登屋旅館 - 栃木県那須塩原市板室859
  - 登録有形文化財 - 本館・別館・悠仙閣
- 飯塚邸 - 栃木県那珂川町馬頭360  
  - 登録有形文化財 - 本宅・新宅・文庫蔵
- 伊勢屋旅館 - 茨城県桜川市真壁町真壁193
  - 登録有形文化財 - 主屋・土蔵
- 豊田屋旅館 - 群馬県高崎市八島町68
  - 登録有形文化財 - 本館
- 伊香保観光ホテル - 群馬県渋川市伊香保町550-1
  - 登録有形文化財
- 旅館 積善館 - 群馬県吾妻郡中之条町四万4236
  - 登録有形文化財 - 山荘・前新・廊下橋
- 法師温泉 長寿館 - 群馬県利根郡みなかみ町法師温泉
  - 登録有形文化財 - 本館・別館・大浴場（法師乃湯）
- 山本館本店 - 群馬県吾妻郡草津町大字草津字西町404
  - 登録有形文化財
- 割烹旅館二葉 - 埼玉県比企郡小川町大塚32-5
  - 登録有形文化財 - 本店本館・本店六六亭
- 武村旅館 - 埼玉県桶川市南1-8-8
  - 登録有形文化財 - 本館
- 大屋旅館 - 千葉県夷隅郡大多喜町新丁64
  - 登録有形文化財
- 旅館松の家 - 千葉県勝浦市勝浦30
  - 登録有形文化財 - 本館
- 鳳明館 - 東京都文京区本郷5-10-5
  - 登録有形文化財 - 本館
- 旅館西郊 - 東京都杉並区荻窪3-38
  - 登録有形文化財 - 旅館西郊本館
- 対僊閣 - 神奈川県鎌倉市長谷3丁目12-9
  - 鎌倉市指定景観重要建築物
- かいひん荘鎌倉 - 神奈川県鎌倉市由比ガ浜4丁目8-14
  - 鎌倉市指定景観重要建築物
  - 登録有形文化財 - 洋館（旧村田家住宅洋館）
- 岩本楼 - 神奈川県藤沢市江の島2-2-7
  - 登録有形文化財 - 岩本楼ローマ風呂
- 茅ヶ崎館 - 神奈川県茅ヶ崎市中海岸3-8-5
  - 登録有形文化財 - 茅ヶ崎館広間棟・茅ヶ崎館中二階棟・茅ヶ崎館長屋棟・茅ヶ崎館浴室棟
- 萬翆楼 福住 - 神奈川県足柄下郡箱根町湯本643
  - 重要文化財 - 福住旅館萬翆楼・金泉楼
  - 登録有形文化財 - 福住旅館別荘主屋・別荘石蔵
- 吉池旅館 - 神奈川県足柄下郡箱根町湯本597-1
  - 登録有形文化財 - 別荘（旧岩崎弥之助別邸和館）
- 箱根湯本ホテル - 神奈川県足柄下郡箱根町湯本茶屋184
  - 登録有形文化財 - 暁亭
- 元湯 環翠楼 - 神奈川県足柄下郡箱根町塔之澤88
  - 登録有形文化財 - 本館南棟・本館北棟・別館
- 福住楼 - 神奈川県足柄下郡箱根町塔之澤74
  - 登録有形文化財 - 福住樓主屋・茶室
- 塔の沢一の湯本館 - 神奈川県足柄下郡箱根町塔之澤90
  - 登録有形文化財 - 塔之澤一の湯本館
- 上野屋 - 神奈川県足柄下郡湯河原町宮上616
  - 登録有形文化財 - 本館・玄関棟・別館
- 藤田屋旅館 - 神奈川県足柄下郡湯河原町宮上字橋下495
  - 登録有形文化財 - 本館
- 伊藤屋旅館 - 神奈川県足柄下郡湯河原町宮上字橋下484-1
  - 登録有形文化財 - 本館・奥棟・門柱及び石垣
- 富士屋旅館 - 神奈川足柄下郡湯河原町宮上557
  - 登録有形文化財 - 旧館

#### 中部
- 凌雲閣 - 新潟県十日町市松之山天水越81
  - 登録有形文化財 - 凌雲閣松之山ホテル本館
- 白銀屋 - 石川県加賀市山代温泉18-47
  - 登録有形文化財 - 白銀屋旅館本館・茶室・渡り廊下
- ますや旅館 - 長野県小県郡青木村田沢2686
  - 登録有形文化財 - 本館・新築・西館・東館・土蔵・東蔵
- よろずや松籟荘 - 長野県下高井郡山ノ内町平穏3137
  - 登録有形文化財 - よろづや旅館松籟荘・桃山風呂
- 花屋 - 長野県上田市別所温泉169
  - 登録有形文化財 - 花屋ホテル本館・表棟・お城棟・中棟・奥棟・大奥棟・二七番棟・五〇番棟・六一番棟・八一番・中広間、厨房棟・大浴室・事務室棟・水車小屋・倉庫・東渡廊下・南渡廊下・北渡廊下・井戸
- 笹屋ホテル - 長野県千曲市戸倉温泉3055
  - 登録有形文化財 - 別荘（豊年虫）
- ロッジ欅 - 長野県北安曇郡小谷村千国乙1576
  - 登録有形文化財 - ロッジ欅旅館主屋
- 歴史の宿 金具屋 - 長野県下高井郡山ノ内町平穏2202
  - 登録有形文化財 - 金具屋旅館斉月楼・大広間・別館臨仙閣本館・別館臨仙閣浴堂
- 山田旅館 - 長野県北安曇郡小谷村中土18836
  - 登録有形文化財 - 本館・新館・前土蔵・新土蔵・薬師堂・浴室
- 藤野屋旅館 - 長野県上水内郡信濃町柏原2711-22
  - 登録有形文化財 - 本館
- 中房温泉 - 長野県安曇野市穂高有明7226
  - 登録有形文化財 - 本館菊・旧湯会所・田村薬師堂・山の神の社・温泉大プール・土蔵・板倉
- 諏訪湖ホテル - 長野県諏訪市湖岸通り4-1-43
  - 登録有形文化財 - 迎賓館・菊の間
- 旅館かみなか - 岐阜県高山市花岡町1-5
  - 登録有形文化財 - 本館・土蔵
- 大黒屋旅館 - 岐阜県瑞浪市日吉町7905-1
  - 登録有形文化財 - 主屋
- 湯之島館 - 岐阜県下呂市
  - 登録有形文化財 - 本館・渡り廊下・玄関
- ケイズハウス伊東温泉 - 静岡県伊東市東松原町12-13
  - 登録有形文化財 - 本館
- 沼津倶楽部 - 静岡県沼津市千本郷林1907-8
  - 登録有形文化財 - 沼津倶楽部北棟・沼津倶楽部南棟・沼津倶楽部長屋門
- 安田屋旅館 - 静岡県沼津市内浦三津19
  - 登録有形文化財 - 月棟・松棟
- 新井旅館 - 静岡県伊豆市修善寺970
  - 登録有形文化財 - 吉野の棟・花の棟・桐の棟・雪の棟・霞の棟・月の棟・あやめの棟・紅葉・山陽荘・天平風呂・渡りの橋・青州楼・甘泉楼・観音堂・水蔵
- 落合楼 村上 - 静岡県伊豆市湯ヶ島1887-1
  - 登録有形文化財 - 眠雲閣落合樓本館・眠雲亭・応接棟・玄関棟・紫檀宴会場・配膳室階段棟・住居棟及び廊下
- 大沢温泉ホテル - 静岡県賀茂郡松崎町大沢153
  - 静岡県指定有形文化財 - 依田家住宅主屋・離れ・道具蔵・米蔵・味噌蔵
  - 登録有形文化財 - 依田家住宅カマヤ・表門・中門・塀
- 潮生館 - 静岡県藤枝市志太600-2-2
  - 登録有形文化財 - 本館・香梅荘

#### 近畿
- 旅篭 麻吉旅館 - 三重県伊勢市中之町109-3
  - 登録有形文化財 - 本館・聚遠楼・名月、雪香之間・土蔵・前蔵
- 旅館薫楽荘 - 三重県伊賀市上野桑町1473
  - 登録有形文化財 - 本館・蔵・門及び塀
- 料理旅館 かぎ楼 - 滋賀県犬上郡多賀町多賀653
  - 登録有形文化財 - 本館
- 俵屋旅館 - 京都府京都市中京区麸屋町通姉小路上る中白山町280
  - 登録有形文化財

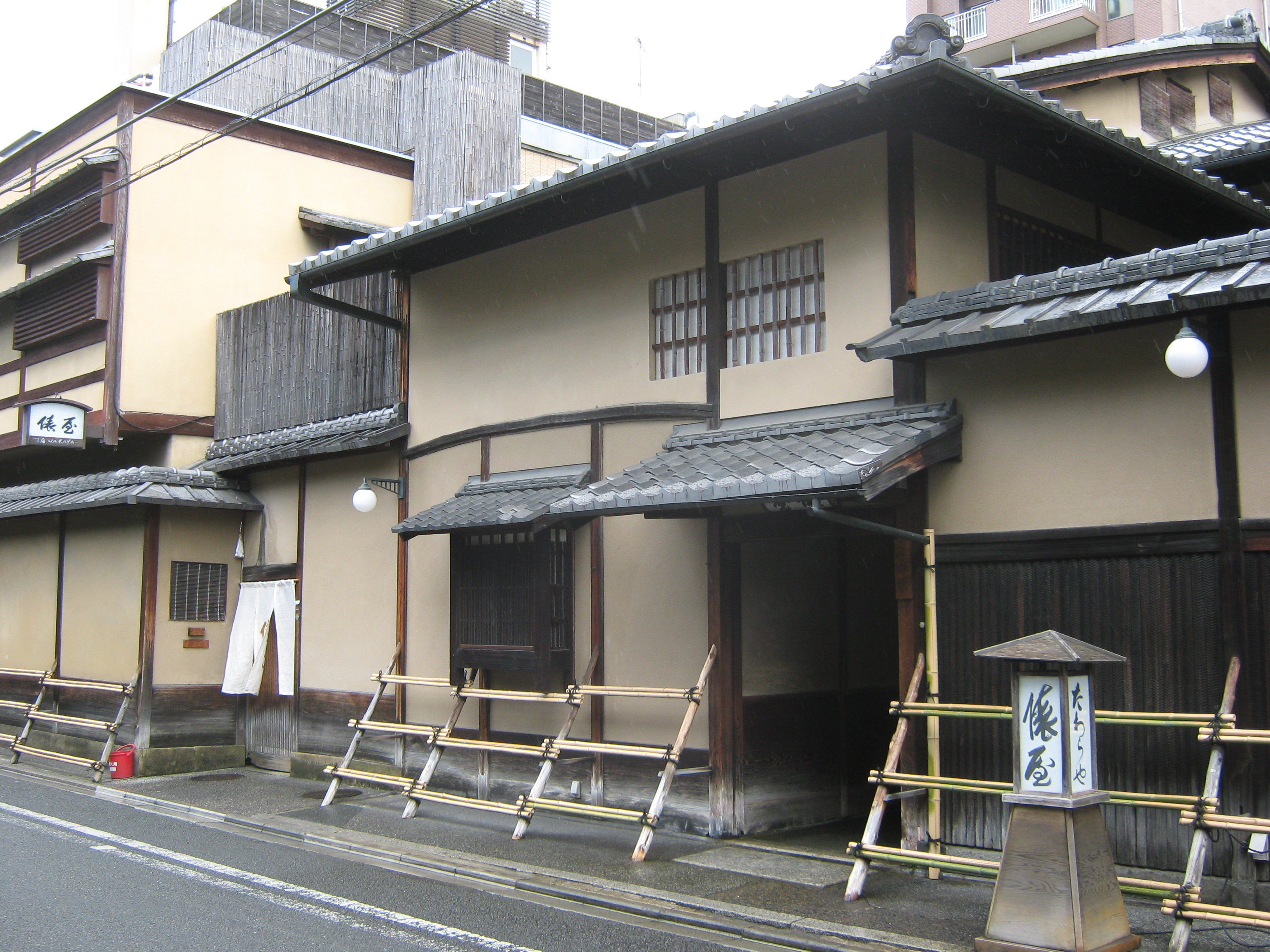
俵屋旅館、京都市中京区

- 近又 - 京都府京都市中京区御幸町通四条上る大日町407
  - 登録有形文化財 - 主屋・離れ
- 茶六本館 - 京都府宮津市魚屋866
  - 登録有形文化財
- 清輝楼 - 京都府宮津市魚屋937
  - 登録有形文化財 - 清輝樓
- 菊水楼 - 奈良県奈良市高畑町1130
  - 登録有形文化財 - 本館・旧本館・庭門・表門
- 上御殿 - 和歌山県田辺市龍神村龍神42
  - 登録有形文化財 - 本館
- 春陽荘 - 兵庫県洲本市宇山2丁目5-4
  - 登録有形文化財 - 貴賓館

#### 中国
- 旅館大橋 - 鳥取県東伯郡三朝町三朝302-1
  - 登録有形文化財 - 本館・離れ・西離れ・大広間棟・太鼓橋
- 木屋旅館 - 鳥取県東伯郡三朝町三朝895
  - 登録有形文化財
- 旅館 美保館 - 島根県松江市美保関町美保関573
  - 登録有形文化財 - 本館・旧本館
- あけぼの旅館 - 岡山県津山市戸川町31-1
  - 登録有形文化財
- 竹村家 - 広島県尾道市久保3-14-1
  - 登録有形文化財 - 主屋・門及び塀
- 西山本館 - 広島県尾道市十四日元町3-27
  - 登録有形文化財

#### 四国
- 割烹旅館田おか - 徳島県美馬市脇町大字脇町165
  - 登録有形文化財 - 旅館たおか主屋・蔵屋
- いしや旅館 - 香川県さぬき市志度字田中598-1
  - 登録有形文化財 - 本館
- 岬観光ホテル - 高知県室戸市室戸岬町4037
  - 登録有形文化財 - 本館・新館
- 小薮温泉旅館 - 愛媛県大洲市肱川町宇和川1433
  - 登録有形文化財 - 小藪温泉本館

#### 九州
- 日奈久温泉 金波楼 - 熊本県八代市日奈久上西町336-3
  - 登録有形文化財 - 旅館金波楼本館・旅館金波楼大広間棟・旅館金波楼正門及び塀
- 入福旅館 - 沖縄県八重山郡与那国町与那国160
  - 登録有形文化財 - 入福浜家住宅主屋

### ホテル

#### 北海道
- UNWIND HOTEL & BAR 小樽 - 北海道小樽市色内1-8-25
  - 近代化産業遺産・越中屋ホテル関連遺産（旧越中屋ホテル。小樽グランドホテルクラシックを経て、大規模リノベーションの上2019年開業）
  - 小樽市指定歴史的建造物・旧越中屋ホテル

#### 東北
- 十和田ホテル - 秋田県鹿角郡小坂町十和田湖西湖畔
  - 登録有形文化財 - 本館
  - 近代化産業遺産 - 十和田ホテル関連遺産

#### 関東
- 日光金谷ホテル - 栃木県日光市上鉢石町1300
  - 登録有形文化財 - 本館・別館・新館・展望閣・観覧亭（竜宮）
  - 近代化産業遺産 - 日光金谷ホテルと日光観光関連遺産（本館・新館、別館）
- 東京ステーションホテル - 東京都千代田区丸の内1-9-1
  - 重要文化財 - 東京駅丸ノ内本屋
  - 近代化産業遺産 - 東京都千代田区の赤煉瓦建造物（東京駅）
- 学士会館 - 東京都千代田区神田錦町3-28
  - 登録有形文化財 - 学士会館
- ホテルニューグランド - 神奈川県横浜市中区山下町10
  - 近代化産業遺産 - ホテルニューグランド関連遺産・横浜港周辺の関連建築物群（本館）
  - 横浜市認定歴史的建造物
- 富士屋ホテル - 神奈川県足柄下郡箱根町宮ノ下359
  - 登録有形文化財 - 本館・1号館・2号館・花御殿・アイリー・食堂・菊華荘
  - 近代化産業遺産 - 富士屋ホテルと箱根観光関連遺産（本館、西洋館、食堂棟、花御殿、菊華荘、カスケードルーム、厨房）

#### 中部
- 万平ホテル - 長野県北佐久郡軽井沢町大字軽井沢925
  - 近代化産業遺産 - 万平ホテルと軽井沢観光関連遺産（アルプス館、桧館）
- 川奈ホテル - 静岡県伊東市川奈1459
  - 近代化産業遺産 - 川奈ホテルと川奈観光関連遺産（本館、大島コース、富士コース）
- 蒲郡クラシックホテル - 愛知県蒲郡市竹島町15-1
  - 近代化産業遺産 - 蒲郡クラシックホテル関連遺産

#### 近畿
- 六甲山ホテル - 兵庫県神戸市灘区六甲山町南六甲1034
  - 近代化産業遺産 - 六甲山ホテルと六甲観光関連遺産
- 奈良ホテル - 奈良県奈良市高畑町1096
  - 近代化産業遺産 - 奈良ホテルと奈良観光関連遺産

#### 中国
- 倉敷アイビースクエア - 岡山県倉敷市本町7-2
  - 近代化産業遺産 - 倉敷市の綿産業関連遺産（倉敷アイビースクエア／旧倉敷紡績所）

#### 九州
- 雲仙観光ホテル - 長崎県雲仙市小浜町雲仙320
  - 登録有形文化財
  - 近代化産業遺産 - 雲仙観光ホテル雲仙観光関連遺産

### 民宿・ユースホステルなど
- 鈴木宿ー秋田県雄勝郡羽後町飯沢字先達沢５２
  - 国指定重要文化財ー鈴木家住宅 内

- ホテルニューカマクラ - 神奈川県鎌倉市御成13-2
  - 鎌倉市景観重要建築物
- 箱根太陽山荘 - 神奈川県足柄下郡箱根町強羅1320
  - 登録有形文化財 - 本館・別館

- 古民家宿ホニャラノイエー岐阜県揖斐郡大野町大字相羽２８３－１
  - 登録有形文化財　旧岡田酒店店舗兼主屋　一棟

- 近江八幡ユースホステル - 滋賀県近江八幡市円山町610
  - 登録有形文化財 - 近江八幡ユース・ホステル（旧蒲生郡勧業館）

### 食事または立ち寄り湯のみの宿
- 橋本旅館 - 茨城県桜川市真壁町真壁410
  - 登録有形文化財 - 主屋・土蔵（旅館業は廃業し撮影スタジオとして営業）

- 大野屋旅館 - 千葉県成田市仲町368
  - 登録有形文化財
- 金沢園 - 神奈川県横浜市金沢区柴町46
  - 登録有形文化財（2016年より2020年まで「旅館 喜多屋」の名称で営業、2022年よりカフェ金澤園として営業）
- 井筒屋 - 新潟県村上市小町221
  - 登録有形文化財 - 井筒屋旅館主屋（「千年鮭きっかわ 井筒屋」として営業）

- ホテルニュー喜八屋 - 新潟県佐渡市小木町1935-21
  - 登録有形文化財 - 喜八屋旅館旧館・別館（裏三階）・石蔵（一階の一部が「喜八屋ゴローカフェ」として営業）

- 藤屋旅館 - 長野県長野市長野大門町82
  - 登録有形文化財（結婚式場「THE FUJIYA GOHONJIN（藤屋御本陳）」として営業）

## 営業をやめている宿

### 公開している施設

#### 北海道
- 豊平館 - 北海道札幌市中央区中島公園1-20
  - 重要文化財 - 豊平館
  - 近代化産業遺産 - 豊平館関連遺産

- 似鳥美術館 - 北海道小樽市色内1-3-1
  - 小樽市指定歴史的建造物・北海道拓殖銀行小樽支店（ホテル・ヴィブラント・オタルを経て、2017年小樽芸術村としてオープン）

- 丹波屋旅館 - 北海道枝幸郡中頓別町字小頓別91－1
  - 登録有形文化財 - 旧丹波屋旅館和館・洋館

#### 東北
- 斜陽館 - 青森県五所川原市金木町朝日山412-1
  - 重要文化財 - 旧津島家住宅
- 平源旅館本店 - 秋田県横手市大町6-24
  - 登録有形文化財 - 本店・土蔵 - 2008年閉館、2012年ウエディングスペース「ゲストハウス平源」

#### 関東
- 大名ホテル - 栃木県日光市中鉢石町999
  - 近代化産業遺産 - 日光金谷ホテルと日光観光関連遺産（旧大名ホテル／日光市役所日光総合支所）
  - 登録有形文化財
- 佐久間旅館 - 埼玉県川越市松江町2-5
  - 登録有形文化財 - 奥の間

#### 中部
- 三笠ホテル - 長野県北佐久郡軽井沢町大字軽井沢1339-342
  - 重要文化財 - 旧三笠ホテル
  - 近代化産業遺産 - 万平ホテルと軽井沢観光関連遺産（旧三笠ホテル）
- 志賀高原ホテル - 長野県
  - 近代化産業遺産 - 志賀高原ホテル関連遺産（旧志賀高原ホテル／志賀高原歴史記念館）
- 起雲閣 - 静岡県熱海市昭和町4-2
  - 熱海市指定有形文化財 - 起雲閣（旧内田信也及び根津嘉一郎別邸）
- 東海館 - 静岡県伊東市東松原町12-10
  - 伊東市指定有形文化財 - 旧木造温泉旅館東海館
- 帝国ホテル・ライト館 - 愛知県犬山市内山1
  - 登録有形文化財 - 明治村帝国ホテル中央玄関
  - 近代化産業遺産 - 帝国ホテル関連遺産（帝国ホテル中央玄関・ライト館）
- 十州楼 - 愛知県名古屋市北区東長田町4-41
  - 登録有形文化財 - 十州樓本館・離れ・長生殿

#### 近畿
- 琵琶湖ホテル - 滋賀県大津市柳が崎5-35
  - 近代化産業遺産 - 琵琶湖ホテル関連遺産（旧琵琶湖ホテル／琵琶湖大津館）
- 船岡楼 - 京都府京都市北区紫野南舟岡町82-1
  - 登録有形文化財 - 船岡温泉旧船岡楼・旧理髪店・脱衣場・浴場
- 甲子園ホテル - 兵庫県西宮市戸崎町1-13
  - 登録有形文化財 - 武庫川女子大学甲子園会館（旧甲子園ホテル）
  - 近代化産業遺産 - 甲子園ホテル関連遺産（旧甲子園ホテル／武庫川女子大学甲子園会館）

#### 中国
- 八雲本陣 - 島根県松江市宍道町宍道1335
  - 重要文化財 - 木幡家住宅（島根県松江市宍道町）主屋・新座敷棟・飛雲閣・新奥座敷棟・奥座敷棟・新蔵・・三階蔵
- 四海荘 - 山口県上関町室津字築出町868-1
  - 重要文化財 - 四階楼

#### 四国
- 櫻屋旅館 - 香川県仲多度郡琴平町川西810-3
  - 登録有形文化財 - こんぴらうどん参道店（旧櫻屋旅館）

#### 九州
- 冨士屋旅館 - 大分県別府市鉄輪ウカリユ735-1
  - 登録有形文化財 - 主屋・石垣・石段・前門

### 非公開の施設
- 土田旅館 - 北海道標津郡中標津町
  - 登録有形文化財 - 北村家住宅主屋（旧土田旅館）
- 新むつ旅館 - 青森県八戸市小中野6-20-18
  - 登録有形文化財 - 本館
- 大湊ホテル - 青森県むつ市
  - 近代化産業遺産 - 大湊ホテル関連遺産（旧大湊ホテル／鈴木誠作記念館）
  - むつ市指定文化財
- おかめ旅館 - 茨城県東茨城郡大洗町
  - 登録有形文化財 - 旧おかめ旅館本館
- 大月旅館 - 埼玉県秩父市
  - 登録有形文化財 - 旧大月旅館別館
- 奈良屋旅館 - 神奈川県足柄下郡箱根町
  - 登録有形文化財 - 一・二号別館
- 旅館いな葉 - 静岡県伊東市
  - 登録有形文化財
- いとう旅館 - 三重県伊賀市上野桑町1481
  - 登録有形文化財 - 本館
- かめや料理旅館 - 滋賀県犬上郡多賀町多賀631
  - 登録有形文化財 - 本館・広間
- 上木屋町幾松 - 京都府京都市中京区木屋町通御池上ル
  - 登録有形文化財 - 本館東棟・南棟
- 日下旅館 - 兵庫県朝来市
  - 登録有形文化財
- 米江旅館 - 島根県松江市
  - 登録有形文化財 - 旧米江旅館本館南棟・本館北棟
- 鈴木旅館 - 宮崎県日南市油津1-2-7
  - 登録有形文化財 - 本館・西本館・東離れ・北離れ・土蔵

### 解体された施設
以前指定・登録されていた文化財名称を記す。
- 竹屋旅館 - 福島県福島市大町2-28
  - 登録有形文化財 - 西土蔵・南土蔵
- 九段会館 - 東京都千代田区九段南1-6-5
  - 千代田区景観まちづくり重要物件 - 九段会館本館
  - 2011年3月、東日本大震災による会館内大ホールの天井崩落事故を機に閉鎖。ファサードの一部を保存棟として残し、複合ビル「九段会館テラス」に建て替え、2022年に再開業。
- 割烹旅館玉川 - 千葉県船橋市湊町二丁目6-25
  - 登録有形文化財 - 本館・第一別館・第二別館
- 奈良屋旅館 - 神奈川県足柄下郡箱根町
  - 登録有形文化財 - 本館・三号別館・五、六号別館・七号別館・八号別館・住宅（旧九号別館）・十号別館
- 天野屋旅館 - 神奈川県足柄下郡湯河原町
  - 登録有形文化財 - 本棟・松棟・竹棟・娯楽室・茶室四渓庵
- 白雲楼ホテル - 石川県金沢市
  - 登録有形文化財 - 本館・貴賓館
- 山田旅館 - 長野県北安曇郡小谷村中土18836
  - 登録有形文化財 - 長屋
- 割烹旅館田おか - 徳島県美馬市脇町大字脇町
  - 登録有形文化財 - 旅館たおか表門及び添屋
- 和風旅館 鹿島本館[2] - 福岡県福岡市博多区冷泉町3-11
  - 登録有形文化財 - 客室棟・管理棟・表門及び塀